# Ząbkowice (gmina)
Ząbkowice – dawna gmina wiejska istniejąca w latach: de facto 1941–1954, de jure 1950–1954; oraz 1973–1975 w woj. kieleckim/śląskim/katowickim/stalinogrodzkim/katowickim (dzisiejsze woj. śląskie). Siedzibą gminy były Ząbkowice (obecnie dzielnica Dąbrowy Górniczej).

## Pierwsza odsłona
Gminę Ząbkowice (Zombkowitz) utworzono 15 marca 1941 za okupacji hitlerowskiej głównie z obszaru przedwojennej zniesionej gminy Wojkowice Kościelne, odpowiadającej miejscowościom (w niemieckim brzmieniu) Antoniow, Bielowizna, Marianki, Sikorka, Tuliszow, Trzebieslaw, Ujejsce, Warenzyn, Wojkowice-Koscielne i Wygielzow, oraz częściowo z przedwojennej zniesionej gminy Olkusko-Siewierskiej (same Zombkowitz).
Po wojnie gmina przeszła pod administrację polską jako pozostałość po niemieckiej jednostce. Według stanu z 1 stycznia 1946 gmina składała się z Ząbkowic i 10 gromad: Antoniów, Bielowizna, Marianki, Sikorka, Trzebiesławice, Tuliszów, Ujejście, Warężyn, Wojkowice Kościelne i Wygiełzów.
Formalnie, tzn. przez administrację polską, gmina Ząbkowice została powołana dopiero 1 stycznia 1950 roku w woj. śląskim (od 6 lipca 1950 roku pod nazwą woj. katowickie a od 9 marca 1953 jako woj. stalinogrodzkie), w powiecie będzińskim, z części obszaru znoszonej gminy Olkusko-Siewierskiej (z gromady Ząbkowice); równocześnie do nowej gminy Ząbkowice dołączono większą część obszaru znoszonej gminy Wojkowice Kościelne. Według stanu z dnia 1 lipca 1952 roku gmina Ząbkowice była podzielona na 11 gromad: Antoniów, Bielowizna, Marianki, Sikorka, Trzebiesławice, Tuliszów, Ujejsce, Warężyn, Wojkowice Kościelne, Wygiełzów i Ząbkowice.
Gmina została zniesiona 29 września 1954 roku wraz z reformą wprowadzającą gromady w miejsce gmin. Z dniem 1 stycznia 1956 roku Ząbkowice stały się osiedlem miejskim, które 17 lipca 1962 roku otrzymało prawa miejskie.

## Druga odsłona
Gmina Ząbkowice (nie obejmująca Ząbkowic) została reaktywowana 1 stycznia 1973 roku w powiecie będzińskim, w woj. katowickim. W jej skład weszły sołectwa Bugaj, Sikorka i Tucznawa.
27 maja 1975 roku gmina została zniesiona a jej obszar włączony do miasta Ząbkowice.
1 lutego 1977 miasto Ząbkowice przyłączono do Dąbrowy Górniczej, oprócz Podwarpia, Trzebiesławic, Tuliszowa, Warężyna i Wojkowic Kościelnych (należących w latach 1973–75 do gminy Wojkowice Kościelne), które włączono do gminy Siewierz. W rzeczywistości, w skład Dąbrowy Górniczej z obszaru miasta Ząbkowice weszły: historyczne Ząbkowice, Bugaj, Sikorka, Tucznawa, Ujejsce, Błędów, Kuźniczka Nowa, Łazy, Łęka, Łosień, Okradzionów i Rudy, w sumie obszar o powierczhni 10 790 ha. 1 stycznia 1993 Trzebiesławice wyłączono z gminy Siewierz i włączono do  Dąbrowy Górniczej.